# Longipeditermes
Longipeditermes es un género de termitas  perteneciente a la familia Termitidae que tiene las siguientes especies:

## Especies
1. Longipeditermes kistneri
2. Longipeditermes longipes
3. Longipeditermes mandibulatus